# Scaphander cylindrellus
Scaphander cylindrellus is een slakkensoort uit de familie van de Scaphandridae. De wetenschappelijke naam van de soort is voor het eerst geldig gepubliceerd in 1908 door Dall.